# 含糊用語
含糊用語（英語：weasel word）或匿名權威（英語：anonymous authority）是一類非正式的詞語和短語，旨在創造一種印象，即看似已經說過一些具體而有意義的事情，而實際上只傳達了一個模糊或模棱兩可的說法。 例子包括短語“有些人說”、“大多數人認為”和“研究人員相信”。 含糊用語可用於廣告、科學、觀點文章和政治聲明，以誤導或掩飾帶有偏見的觀點。
該類話語可以使有爭議的陳述被強化。 這方面的一個例子是使用諸如“有點”或“在大多數方面”之類的表述，這會使句子比沒有它們時更加模棱兩可。

## 形式
- “越來越多的證據……”[2] （可供審查的原始資料在哪裡？）
- “人們在說……”（哪些人？他們怎知道？）
- “據說……”（由誰、何地、何時？）
- “批評者聲稱……”（哪些批評者？）
- “已提出問題……”（暗示已發現致命缺陷）
- “聽說……”（誰告訴你的？消息來源可靠嗎？）
- “有證據表明……”（什麼證據？來源可靠嗎？）
- “經驗表明……”（誰的經驗？經驗的內容是什麼？它如何證明這一點？）
- “這個人可能有……”（這個人可能沒有。）
- “有人提到過……”（這些人是誰？他們是該些資訊的可信賴來源嗎？）
- “流行的看法是……”（流行的看法是對真理的檢驗嗎？）
- “常識有它/堅持……”（誰的常識？誰這麼說的？見上面的“流行的看法”和下面的“眾所周知”）
- “眾所周知……”（由誰知道，透過什麼方法知道？）
- “建議……”（什麼人建議的？理據為何？）
- “官方稱為……”（由誰、何地、何時以及誰說的？）
- “結果顯示……”（結果如何產生？[e 1])
- “有人注意到……”（由誰、為什麼、何時？）
- “沒有人的產品比我們的更好。” （這有什麼證據？）
- “我們的產品被視為……”（被誰視為？）
- “獲獎”（什麼類型的獎項，何時頒發，由誰頒發？）
- “最近在一所領先大學的研究......”（研究發表時間？哪所大學？）
- “人們總是打電話告訴我……”（他們是誰？）
- “（現象）被視為……”（被誰？）
- “低於百分之六十……”（59%？50%？10%？）
- “超過百分之七十……”（70.01%？80%？90%？）
- “絕大多數……”（75%？85%？99%？更準確的比例數字描述？）

1. ↑  在論證的後期，真實的例子並不能解釋“事實證明”的確切含義； 在確定它是一個狡猾的術語之前，需要先查看整體。

2009年對英語維基百科條目的一項研究發現，其中的大多數此類語彙可（概略）分為三大類：
- 模糊的表達（例如，“一些人”、“專家”、“許多”、“證據表明”）
- 使用被動語態（例如，“據說”）
- 副詞（例如，“經常”、“可能”）

委婉語可以用來誤導受眾。 例如，解僱員工可能被稱為“組織規模合理化”、“人員縮減”、“優化”和“縮編”等。

## 相關現象
科學期刊文章是被允許使用被動語態的另一個例子。 為了使實驗結果有用，任何運行實驗的人都應該得到相同的結果。 也就是說，實驗者的身份應該是不重要的。 被動語態的使用將注意力集中在動作上，而不是演員—文章的作者。 然而，為了簡潔明瞭，大多數科學期刊鼓勵作者在適當的情況下使用主動語態，將自己標識為“我們”甚至“我”。